# Markiz Camden

## Informacje ogólne
- Tytuł markiza Camden został utworzony w parostwie Zjednoczonego Królestwa w 1812 r. dla Johna Pratta, 2. hrabiego Camden
- Dodatkowe tytuły markiza Camden:
  - hrabia Camden (kreowany w parostwie Wielkiej Brytanii w 1786)
  - hrabia Brecknock (kreowany w parostwie Zjednoczonego Królestwa w 1812)
  - wicehrabia Bayham (kreowany w parostwie Wielkiej Brytanii w 1786)
  - baron Camden (kreowany w parostwie Wielkiej Brytanii w 1765)
- Tytułem grzecznościowym najstarszego syna markiza Camden jest hrabia Brecknock
- Tytułem grzecznościowym najstarszego syna hrabiego Brecknock jest wicehrabia Bayham
- Rodową siedzibą hrabiów Camden jest Wherwell House, niedaleko Andover w hrabstwie Hampshire

Hrabiowie Camden 1. kreacji (parostwo Wielkiej Brytanii)
- 1786–1794: Charles Pratt, 1. hrabia Camden
- 1794–1840: John Jeffreys Pratt, 2. hrabia Camden

Markizowie Camden 1. kreacji (parostwo Zjednoczonego Królestwa)
- 1812–1840: John Jeffreys Pratt, 1. markiz Camden
- 1840–1866: George Charles Pratt, 2. markiz Camden
- 1866–1872: John Charles Pratt, 3. markiz Camden
- 1872–1943: John Charles Pratt, 4. markiz Camden
- 1944–1983: John Charles Henry Pratt, 5. markiz Camden
- 1983-: David George Edward Henry Pratt, 6. markiz Camden

Najstarszy syn 6. markiza Camden: James William John Pratt, hrabia Camden